# Капустин, Владимир Владимирович
Владимир Владимирович Капустин (7 июня 1960, Москва, РСФСР, СССР) — советский футболист, нападающий, известный по выступлениям за московские «Динамо» и «Спартак».

## Карьера
Воспитанник футбольной школы «Искра» (Сетунь). С 15 лет учился в ДЮСШ «Динамо» (Москва), с 1979 года играл за дубль «Динамо». На протяжении четырёх лет был лучшим бомбардиром дублирующего состава команды. Первый официальный матч за основную команду «Динамо» сыграл 21 февраля 1981 (матч на Кубок СССР против «Шинника»), в чемпионате дебютировал 12 августа 1981 в игре против «Зенита». Всего за «Динамо» сыграл 43 матча, забил 5 голов (в чемпионате СССР — 38 матчей, 5 голов).
В 1985 году Владимир Капустин перешёл в «Спартак». Тренер «Спартака» Константин Бесков перевёл его на позицию центрального защитника. В составе «Спартака» Капустин стал чемпионом СССР 1987 и 1989.
В 1990 году Капустин уехал в Швецию, на протяжении 10 лет играл за клуб третьего дивизиона «Висбю Гуте», а после завершения карьеры игрока остался в его тренерском штабе.

## Достижения
- Чемпион СССР 1987, 1989.
- Обладатель Кубка Федерации футбола СССР 1987.